# Ђузепе Пеано
Ђузепе Пеано (итал. Giuseppe Peano; Спинета, Кунео, 27. август 1858 — Торино, 20. април 1932) италијански математичар и логичар који је разјаснио поставке математичке логике и увео пет једноставних аксиома природних бројева (тзв. Пеанове аксиоме, или Пеанови постулати). Он је такође признат по открићу из 1890. криве која испуњава простор, тзв. Пеанова крива.